# 爱诺-凯萨·萨里宁
爱诺-凯萨·萨里宁（芬蘭語：Aino-Kaisa Saarinen，1979年2月1日—），芬兰女子越野滑雪运动员。她曾代表芬兰参加2002年、2006年、2010年、2014年和2018年冬季奥林匹克运动会越野滑雪比赛，共获得二枚银牌和三枚铜牌。